# Haags Besogne
Het Haags Besogne was een commissie van de Vereenigde Oostindische Compagnie (VOC) die gevestigd was in 's-Gravenhage en zich bezighield met het tot in detail bestuderen van alle papierwerk dat de Raad van Indië vanuit de stad Batavia naar de VOC in de Republiek der Zeven Verenigde Nederlanden stuurde. Het Haags Besogne bracht aan de Heren XVII, het opperbestuur, advies uit over te nemen maatregelen. Het jaarlijkse rapport heette het Haags Verbaal. 
De commissie werd in 1649 ingesteld toen de correspondentie te omvangrijk werd om behandeld te worden door alleen de Heren XVII, die in de regel slechts twee keer per jaar bijeenkwam.        
Het Haags Besogne bestond uit vier bewindhebbers van de VOC-Kamer Amsterdam, twee uit die van Zeeland en één uit de VOC-Kamers in Hoorn, Enkhuizen, Rotterdam en Delft. Daarnaast hadden twee hoofdparticipanten zitting. Dat was er één die geld had ingelegd bij de VOC-Kamer Amsterdam en een ander die dat gedaan had bij de VOC-Kamer Zeeland. De hoofdparticipanten hadden een controlerende en adviserende functie. De notulen werden bijgehouden door de presidentiële VOC-Kamer. 
De commissie kwam jaarlijks voor het eerst bij elkaar in de vroege lente. Er waren geen vaste afspraken voor het geven van advies. Dit gebeurde op ad-hocbasis. In de praktijk werd het een gebruik om jaarlijks aan te geven hoeveel schepen gebouwd moesten worden. Dat kwam omdat het Haags Besogne de beschikking kreeg over de in Batavia opgemaakte 'navale magt', een overzicht van de VOC-schepen.
Als het Haags Besogne zijn werkzaamheden had afgehandeld, kwamen de Heren XVII voor het eerst in het jaar bij elkaar. Mede op basis van de adviezen van de commissie nam het opperbestuur zijn besluiten.
Halverwege de zeventiende eeuw had het Haags Besogne een flinke vinger in de pap bij het terugbrengen van de grootte van de door de VOC veroverde forten en de administratieve herorganisatie van de VOC-handelsposten aan de Coromandelkust. De adviezen daarover werden altijd vrijwel in zijn geheel overgenomen.